# Équipe des Indes occidentales de cricket
L'équipe des Indes occidentales (en anglais : West Indies) de cricket est une sélection qui représente au niveau international la confédération sportive des territoires des Caraïbes suivants : Anguilla, Antigua-et-Barbuda, la Barbade, Dominique, Grenade, Guyana, Jamaïque, Montserrat, Saint-Christophe-et-Niévès, Sainte-Lucie, Saint-Martin (royaume des Pays-Bas), Trinité-et-Tobago, îles Vierges britanniques et îles Vierges des États-Unis. Elle dispute son premier test-match en 1928.
L'équipe devient de plus en plus compétitive après la Seconde Guerre mondiale. Elle domine le cricket international du milieu des années 1970 au milieu des années 1990, et remporte les deux premières Coupe du monde de l'histoire, en 1975 et en 1979. Elle connaît un déclin significatif de ses performances après cette période.

## Histoire

### Premières tournées, premières visites
En 1886, quatorze amateurs originaires du Démérara, de la Barbade et de la Jamaïque effectuent la première tournée d'une équipe des Indes occidentales. Ils se rejoignent à Montréal puis disputent un total de treize rencontres au Canada puis aux États-Unis. Les joueurs, regroupés sous l'appellation West Indies team, financent eux-mêmes leur voyage. La « sélection », qui compte quelques absents de marque, ne comprend aucun joueur noir : il est à l'époque inconcevable pour les Blancs de disputer des rencontres avec ou contre des Noirs. En 1887-1888, les Américains effectuent à leur tour une visite dans les Caraïbes mais n'affrontent pas d'équipe représentant plusieurs territoires.
Des Anglais menés par R. Slade Lucas font une tournée dans les Caraïbes en 1894-1895. Deux ans plus tard, deux équipes menées respectivement par Lord Hawke et Arthur Priestley effectuent des voyages similaires. Membre du groupe de Lord Hawke, Plum Warner reconnaît l'apport des Noirs de l'équipe de Trinité, qui inaugure l'inclusion de joueurs de couleur dans les sélections locales.
Lord Hawke invite les Caribéens à effectuer une tournée sur le sol anglais en 1900. Aucher Warner, frère de Plum, en est le capitaine. Les matchs de cette équipe des Indes occidentales, qui compte des joueurs de nombreuses colonies, ne sont pas reconnus comme « first-class ». Des voyages similaires sont organisés en 1906 puis en 1923, tous deux sous la conduite de H. B. G. Austin. À cette période, les tournées anglaises se multiplient, le Marylebone Cricket Club (MCC) envoyant en particulier ses deux premières équipes officielles en 1911 et 1913. À la suite des résultats de 1923, six victoires pour sept défaites en vingt rencontres first-class, et aux succès du batteur barbadien George Challenor, les Indes occidentales sont invitées dans les années qui suivent à fonder une fédération sportive et à rejoindre l'Imperial Cricket Conference (ICC) en vue de disputer des test-matchs.

### Premiers test-matchs (1928-1939)

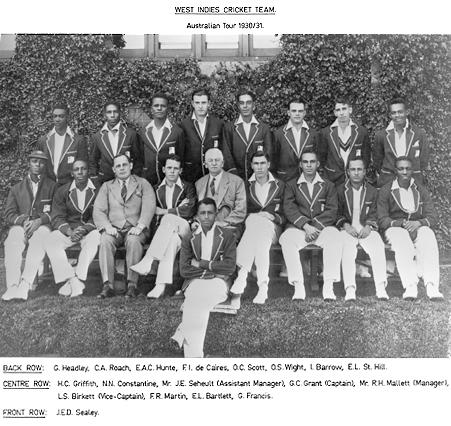
L'équipe des Indes occidentales en tournée en Australie en 1930-1931.

À la suite du succès sportif de l'équipe des Indes occidentales au cours de leur tournée en Angleterre en 1923, les Caribéens sont invités à rejoindre l'Imperial Cricket Conference. Ils disputent leurs premiers test-matchs contre l'équipe d'Angleterre, sur son sol, en 1928. La tournée est cette fois-ci un échec, les Indes occidentales perdant notamment lourdement les trois premiers tests de leur histoire par une manche d'écart.
Les Anglais, sous la bannière du Marylebone Cricket Club (MCC), se déplacent à leur tour en 1930. Ils se privent volontairement de la plupart de leurs meilleurs joueurs. Cette série marque les débuts du batteur jamaïcain George Headley. Durant la décennie qui suit, il est le joueur sur qui repose l'équipe. Le troisième des quatre test-matchs, disputé à Georgetown, est l'occasion de la première victoire des Indes occidentales à ce niveau. La série s'achève sur le score de 1-1.
Les Indes occidentales se rendent en Australie en 1930-1931. La sélection perd chacun des quatre premiers test-matchs par de larges écarts avant de remporter le dernier, ce qui est l'occasion de la première victoire à l'extérieur de son histoire. L'équipe perd une nouvelle série en Angleterre en 1933, 2-0 en trois matchs.
En 1934-1935, la visite de l'Angleterre permet aux Indes occidentales de remporter leur première série, 2-1 en quatre matchs. Headley réussit notamment 270 runs dans la première manche du quatrième match, décisif.
La dernière tournée à laquelle participent les Caribéens avant la Seconde Guerre mondiale a lieu en 1939, encore face aux Anglais. Les prémices da la guerre interrompent la série.

### Succès irréguliers (1948-1975)

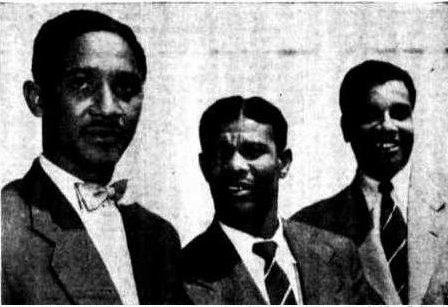
Les « trois W », Frank Worrell, Everton Weekes et Clyde Walcott, sont des batteurs importants pour l'équipe dans les années 1950.

Si la Seconde Guerre mondiale interrompt les rencontres internationales de cricket, divers matchs sont organisés entre Trinité, la Barbade et la Guyane britannique. Ils permettent à de jeunes joueurs de débuter ou de se perfectionner. Les Indes occidentales accueillent l'Angleterre début 1948. Les visiteurs se passent encore de certains de leurs meilleurs éléments, tandis que les locaux remportent facilement la série de quatre test-matchs 2-0. Côté Indes occidentales, les trois batteurs barbadiens Frank Worrell, Clyde Walcott et Everton Weekes, les  « trois W », figurent parmi les débutants, tandis que, de manière significative, le vétéran George Headley devient le premier capitaine noir de l'équipe, pour un match. En 1948-1949, les Caribéens battent l'Inde, chez elle, 1-0 après cinq matchs. En 1950, ils se rendent en Angleterre, avec deux jeunes spin bowlers sans expérience, Sonny Ramadhin et Alf Valentine. Ils jouent un rôle décisif dans la première victoire des Indes occidentales en Angleterre, à Lord's, et, avec les trois W ainsi qu'Allan Rae et Jeffrey Stollmeyer, dans leur gain de la série, 3-1 après quatre rencontres,.

## Compétitions internationales

### Palmarès
- Coupe du monde de cricket : vainqueur en 1975, 1979 ; finaliste en 1983
- Trophée des champions de l'ICC : vainqueur en 2004 ; finaliste en 1998 et 2006
- ICC World Twenty20 : vainqueur en 2012 et 2016.

### Parcours
| Coupe du monde de cricket | Coupe du monde de cricket |
| Année                     | Résultat                  |
| ------------------------- | ------------------------- |
| 1975                      | Vainqueur                 |
| 1979                      | Vainqueur                 |
| 1983                      | Finaliste                 |
| 1987                      | Premier tour              |
| 1992                      | Premier tour              |
| 1996                      | Demi-finaliste            |
| 1999                      | Premier tour              |
| 2003                      | Premier tour              |
| 2007                      | Deuxième tour             |
| 2011                      | Quart-de-finaliste        |
| 2015                      | Quart-de-finaliste        |
| 2019                      | Deuxième tour             |

| Championnat du Monde de Twenty20 | Championnat du Monde de Twenty20 |
| Année                            | Résultat                         |
| -------------------------------- | -------------------------------- |
| 2007                             | Premier tour                     |
| 2009                             | Demi-finaliste                   |
| 2010                             | Deuxième tour                    |
| 2012                             | Vainqueur                        |
| 2014                             | Demi-finaliste                   |
| 2016                             | Vainqueur                        |

| Trophée des champions de l'ICC | Trophée des champions de l'ICC |
| Année                          | Résultat                       |
| ------------------------------ | ------------------------------ |
| 1998                           | Finaliste                      |
| 2000                           | Premier tour                   |
| 2002                           | Premier tour                   |
| 2004                           | Vainqueur                      |
| 2006                           | Finaliste                      |
| 2009                           | Premier tour                   |
| 2013                           | Premier tour                   |
| 2017                           | Non qualifiée                  |

### Trophées particuliers
Les Indes occidentales disputent, en particulier, les trophées suivants :
- Trophée Frank Worrell (Frank Worrel Trophy), remis à l'issue des séries de test-matchs contre l'Australie depuis 1960-1961.
- Trophée Wisden (Wisden Trophy), remis à l'issue des séries de test-matchs contre l'Angleterre depuis 1963.

## Stades
Liste des stades utilisés par l'équipe des Indes occidentales en matchs internationaux officiels :

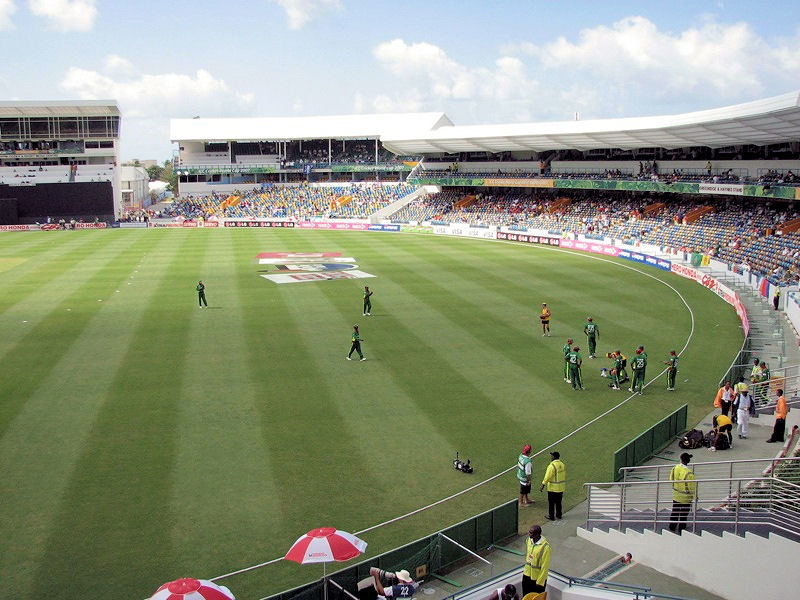
Kensington Oval (Barbade).

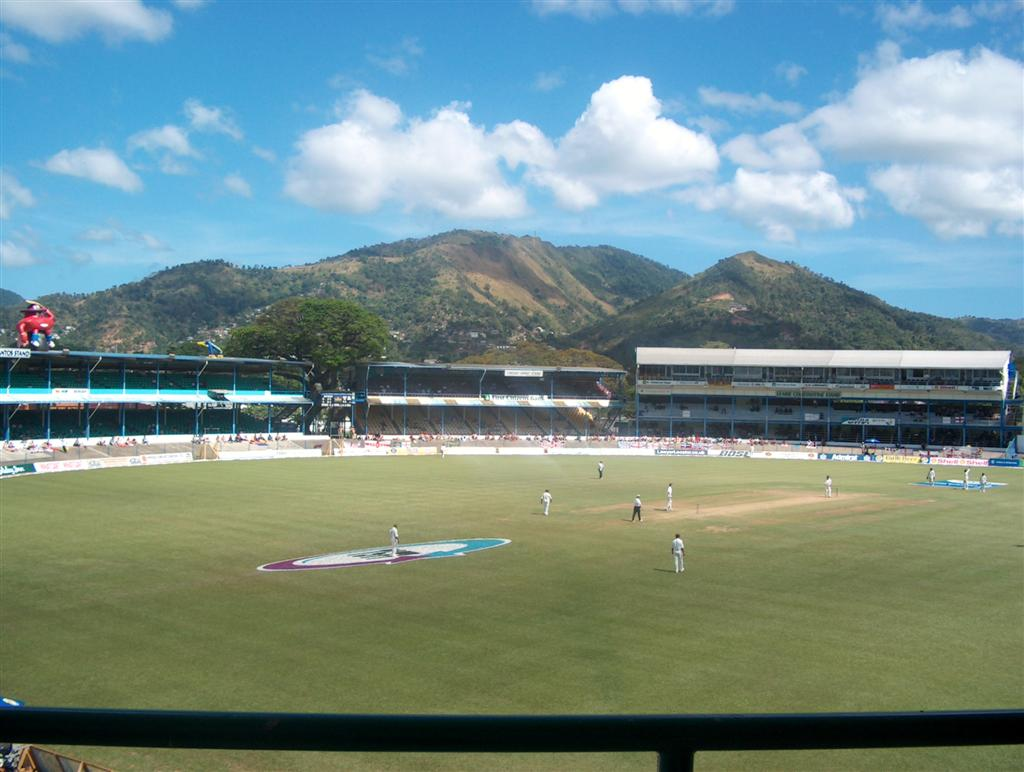
Queen's Park Oval (Trinité-et-Tobago).

| Stade                       | Lieu                         | Années    | Utilisation                 |
| --------------------------- | ---------------------------- | --------- | --------------------------- |
| Albion Sports Complex       | Albion, Guyana               | 1977-1985 | ODI                         |
| Antigua Recreation Ground   | Saint John's, Antigua        | 1978-2009 | Test cricket, ODI           |
| Arnos Vale Ground           | Kingstown, Saint-Vincent     | 1997-2009 | Test cricket, ODI           |
| Beausejour Cricket Ground   | Gros Islet, Sainte-Lucie     | 2002-2009 | Test cricket, ODI           |
| Bourda                      | Georgetown, Guyana           | 1930-2006 | Test cricket, ODI           |
| Kensington Oval             | Bridgetown, Barbade          | 1930-2009 | Test cricket, ODI, Twenty20 |
| Mindoo Philip Park          | Castrie, Sainte-Lucie        | 1978-1984 | ODI                         |
| National Cricket Stadium    | Saint-Georges, Grenade       | 1999-2008 | Test cricket, ODI           |
| Providence Stadium          | Providence, Guyana           | 2007-2009 | ODI                         |
| Queen's Park                | Saint-Georges, Grenade       | 1983      | ODI                         |
| Queen's Park Oval           | Port-d'Espagne, Trinité      | 1930-2009 | Test cricket, ODI, Twenty20 |
| Sabina Park                 | Kingston, Jamaïque           | 1930-2009 | Test cricket, ODI           |
| Sir Vivian Richards Stadium | North Sound, Antigua         | 2007-2009 | Test cricket, ODI           |
| Warner Park                 | Basseterre, Saint-Christophe | 2006-2009 | Test cricket, ODI, Twenty20 |
| Windsor Park                | Roseau, Dominique            | 2009      | ODI                         |

## Personnalités

### Équipe actuelle

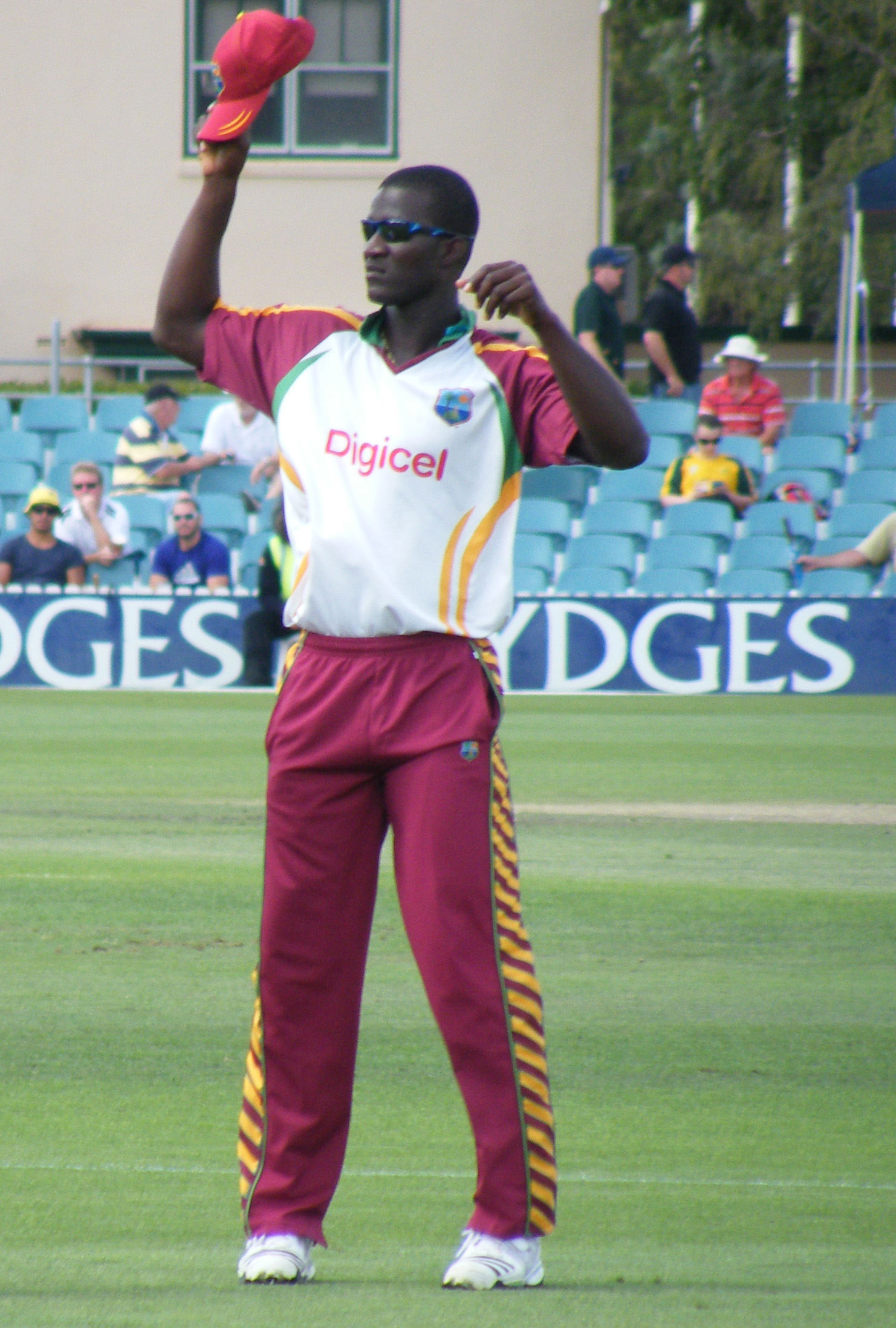
Darren Sammy en 2010.

Chaque année, plusieurs joueurs sont sous contrat d'un an avec le West Indies Cricket Board (WICB). Ce qui ne le sont pas peuvent toutefois être sélectionnés. Les joueurs sous contrat à partir d'octobre 2011 sont classés en trois catégories, des mieux payés (catégorie A) à ceux qui le sont moins (catégorie C). Une quatrième catégorie regroupe ceux qui reçoivent un « contrat de développement ». Ce sont les joueurs suivants :
- Catégorie A : Shivnarine Chanderpaul,
- Catégorie B : Fidel Edwards, Ravi Rampaul, Darren Sammy, Marlon Samuels,
- Catégorie C : Adrian Barath, Carlton Baugh, Devendra Bishoo, Darren Bravo, Kirk Edwards, Kemar Roach, Andre Russell, Shane Shillingford,
- Contrat de développement : Kraigg Brathwaite, Shannon Gabriel, Nelon Pascal, Kieran Powell, Devon Thomas.

### Principaux joueurs
- Années 1920 : George Challenor, Learie Constantine
- Années 1930 : George Headley
- Années 1940 : Clyde Walcott, Everton Weekes, Frank Worrell (les « 3W »)
- Années 1950 : Basil Butcher, Lance Gibbs, Wes Hall, Conrad Hunte, Rohan Kanhai, Sonny Ramadhin, Garfield Sobers, Alf Valentine
- Années 1960 : Charlie Griffith, Vanburn Holder, Clive Lloyd, Seymour Nurse
- Années 1970 : Colin Croft, Joel Garner, Larry Gomes, Gordon Greenidge, Desmond Haynes, Michael Holding, Alvin Kallicharran, Malcolm Marshall, Viv Richards, Andy Roberts, Lawrence Rowe
- Années 1980 : Curtly Ambrose, Ian Bishop, Jeff Dujon, Carl Hooper, Richie Richardson, Courtney Walsh
- Années 1990 : Jimmy Adams, Ridley Jacobs, Brian Lara
- Années 2000 : Ramnaresh Sarwan, Chris Gayle, Dwayne Bravo, Shivnarine Chanderpaul

### Capitaines de l'équipe enTest cricket
|    | Joueur             | Période   |
| -- | ------------------ | --------- |
| 1  | Karl Nunes         | 1928-1930 |
| 2  | Teddy Hoad         | 1930      |
| 3  | Nelson Betancourt  | 1930      |
| 4  | Maurice Fernandes  | 1930      |
| 5  | Jackie Grant       | 1930-1935 |
| 6  | Rolph Grant        | 1939      |
| 7  | George Headley     | 1948      |
| 8  | Gerry Gomez        | 1948      |
| 9  | John Goddard       | 1948-1957 |
| 10 | Jeffrey Stollmeyer | 1952-1955 |
| 11 | Denis Atkinson     | 1955-1956 |
| 12 | Gerry Alexander    | 1958-1960 |
| 13 | Frank Worrell      | 1960-1963 |
| 14 | Garfield Sobers    | 1965-1972 |
| 15 | Rohan Kanhai       | 1973-1974 |
| 16 | Clive Lloyd        | 1974-1985 |
| 17 | Alvin Kallicharran | 1978-1979 |

|    | Joueur                 | Période   |
| -- | ---------------------- | --------- |
| 18 | Deryck Murray          | 1979      |
| 19 | Viv Richards           | 1980-1991 |
| 20 | Gordon Greenidge       | 1988      |
| 21 | Desmond Haynes         | 1990      |
| 22 | Richie Richardson      | 1992-1995 |
| 23 | Courtney Walsh         | 1994-1997 |
| 24 | Brian Lara             | 1997-2006 |
| 25 | Jimmy Adams            | 2000-2001 |
| 26 | Carl Hooper            | 2001-2002 |
| 27 | Ridley Jacobs          | 2002      |
| 28 | Shivnarine Chanderpaul | 2005-2006 |
| 29 | Ramnaresh Sarwan       | 2007-2008 |
| 30 | Daren Ganga            | 2007      |
| 31 | Chris Gayle            | 2007-2010 |
| 32 | Dwayne Bravo           | 2008      |
| 33 | Floyd Reifer           | 2009      |
| 34 | Darren Sammy           | 2010-     |